# Can Ribes (Navars)
Can Ribes és una gran casa pairal que ha contribuït a l'expansió del poble de Navars, que s'ha eixamplat a partir de les terres de conreu d'aquesta gran masia. Datada a partir del s. XVII, la construcció actual és del s. XVIII. Masia de planta quadrada i coberta a quatre vessants. Al bell mig de la coberta una llanterna il·lumina l'escala interior, també de planta quadrada i coberta amb teulada de quatre vessants. Correspon al tipus de masia amb galeries, on aquesta està superposada a la façana original deixant subsistent la seva fesomia típica clàssica. És un tipus de construcció de masia que introdueix la casa senyorial. La façana principal està orientada a migdia i la distribució d'obertures és totalment simètrica.

## Història
1. ↑  «Can Ribes». Inventari del Patrimoni Arquitectònic.   Direcció General del Patrimoni Cultural de la Generalitat de Catalunya. [Consulta: 2 desembre 2015].